# Baudonvilliers
Baudonvilliers è un comune francese di 443 abitanti situato nel dipartimento della Mosa, nella regione del Grand Est.

## Società

### Evoluzione demografica
Abitanti censiti